# Puls 2
Puls 2 est une chaîne de télévision polonaise.